# Фресине де Фурк
Фресине де Фурк (фр. Fraissinet-de-Fourques) је насељено место у Француској у региону Лангдок-Русијон, у департману Лозер.
По подацима из 2011. године у општини је живело 66 становника, а густина насељености је износила 2,72 становника/km².

## Демографија
| 1962. | 1968. | 1975. | 1982. | 1990. | 2011. |
| ----- | ----- | ----- | ----- | ----- | ----- |
| 125   | 97    | 72    | 64    | 62    | 66    |